# 소요산
소요산(逍遙山)은 대한민국 경기도 동두천시에 있는 해발 고도 536m의 산이다. 산세가 수려해 경기의 소금강이라고도 불린다. 645년, 신라고승 원효가 세운 자재암이 있다. 단풍으로 유명한 산이며, 1981년에 국민관광지로 지정되었다. 화담 서경덕, 봉래 양사언과 매월당 김시습이 자주 소요하였다 하여 '소요산'이라 불리게 되었다.
2002년 세계 산의 해를 기념하여 산림청이 선정한 한국 100명산 중 한 곳이다.
또한 한국의 산하 인기 명산 100산 중에서 38위에 올라 있을 정도로 지명도가 높다.

## 위치
추가령에서 이어진 광주산맥의 동쪽에는 소요산(逍遙山, 536m)·국사봉(國師峰, 754m)·왕방산(旺方山, 737m)이 포천시와, 서쪽에는 마차산(馬車山, 588m)이 양주시와, 남쪽에는 칠봉산(七峰山, 506m)·해룡산(海龍山, 661m)이 양주시·포천시와 경계를 각각 이루고 있다.

## 전해오는 이야기
소요산에는 자재암을 비롯 원효대굴, 공주봉 등 원효대사의 흔적이 곳곳에 남아 있다. 소요산 입구에서 계곡을 따라 800m쯤 올라가면 층암절벽 사이로 쏟아지는 원효폭포를 만나게 된다. 원효대사가 폭포 오른쪽 석등에 앉아 고행수도를 했다는 전설이 전해진다. 원효폭포 부근에는 향토유적 제8호이자 유서깊은 암자인 자재암이 자리하고 있다.
자재암은 신라 선덕여왕 14년 원효대사가 창건한 사찰이다. 화재로 소실돼 조선 고종 9년에 3개 건물로 복원됐다. 봉선사의 말사(末寺)인 자재암의 이름은 원효대사가 수행 도중 관음보살과 친견하고 자재무애(自在無碍)의 수행을 쌓았다고 해서 유래됐다.
소요산의 주봉은 의상대다. 등산 코스는 능선을 따라 하백운대~중백운대~상백운대~의상대~공주봉으로 이어진다. 능선을 종주하는 데 6시간 정도 걸린다. 자재암을 지나면 하백운대가 나온다. 하백운대에서 중백운대까지는 가파른 암릉이다. 중백운대에는 옥로봉, 관음봉, 이필봉 등 기묘한 봉우리들이 솟아 있다. 옥로봉 밑의 대암굴에는 약수터가 있다.

## 교통편
- 철도 : 경원선 & 수도권 전철 1호선 - 소요산역

## 같이 보기
- 자재암
- 한국의 산

## 참고
1. 1 2 3  “경기도 동두천 소요산”. 경향신문. 2009년 2월 4일. 2018년 3월 24일에 확인함.
2. ↑  김우선. 《행복한 산행  p173》.